# ميخائيل تود
ميخائيل تود هو مطور ألعاب فيديو ‏ كندي، ولد في 27 يوليو 1987 في تورونتو في كندا.

## وصلات خارجية
- الموقع الرسمي